# Museo de la Arquitectura Ponceña
El Museo de la Arquitectura Ponceña es un museo de arquitectura ubicado en la Casa Wiechers-Villaronga, en Ponce, Puerto Rico. Conserva la historia de los estilos arquitectónicos de Ponce y Puerto Rico. La casa histórica fue diseñada y construida en 1912 por Alfredo Braulio Wiechers, y adquirida y restaurada por el Instituto de Cultura Puertorriqueña. La casa que alberga este museo es, en sí misma, un ejemplo de la historia arquitectónica de la ciudad. El museo está ubicado en la Zona Histórica de Ponce.

## Historia
En 1912, el arquitecto Alfredo B. Wiechers construyó la Residencia Wiechers-Villaronga para su propia residencia y estudio.
De 1911 a 1918, Wiechers recibió el encargo de varios edificios importantes en Ponce, como la Logia Aurora, el Club Deportivo de Damas, el Teatro Habana, el edificio del Banco de Ponce y el Hospital Damas entre otros, donde expresó plenamente el estilo neoclásico, que había aprendido en su formación en Europa.
En 1919, sintiendo la persecución política de los invasores estadounidenses, Wiechers vendió la casa a Gabriel Villaronga y se mudó a su Francia natal. Muchas generaciones de Villaronga vivieron la casa a lo largo del siglo XX.
A principios de la década de 1990, y con el fin de establecer el Museo de la Arquitectura Ponceña, la casa fue adquirida y restaurada por el Instituto de Cultura Puertorriqueña (ICP).  En 1996, el museo abrió como sede del Museo de la Arquitectura Ponceña y Planeacion Urbana (Museo de Arquitectura y Urbanismo de Ponce). El objetivo era mostrar el rico patrimonio arquitectónico de Ponce.

## Ubicación
El museo tiene una estructura en forma de "U", que mide 68'-10 "de ancho por 95'-2" de largo, ubicado en la esquina noreste de las calles Reina y Méndez Vigo. Está a una cuadra al oeste de la Plaza Las Delicias, el centro de la Zona Histórica de Ponce. La calle Reina tiene varias otras casas históricas, como la Residencia Subirá y la Casa Miguel C. Godreau.

## Arquitectura
La estructura que alberga el museo se considera un "tesoro de la cultura", una joya entre las muchas mansiones antiguas de Ponce que se han conservado y convertido en museos. El museo posee elaborados detalles neoclásicos, un majestuoso cenador en la azotea y un juego completo de muebles modernistas catalanes y hechos a medida. También hay accesorios de baño y ducha bien conservados.
Detrás de toda su decoración altamente elaborada, con influencia barroca europea, la estructura es esencialmente de estilo neoclásico, haciendo una combinación única y elegante de ambos estilos. El museo descansa sobre un podio de piedra rústica; sus fachadas y muros principales son de mampostería de ladrillo con algunos tabiques interiores y paredes de la galería y cocina en madera. Las vigas de madera soportan un techo de zinc galvanizado. Las ventanas y puertas del museo son de madera con lamas móviles y entradas fijas de vidrio de colores. Se utiliza una variedad de materiales para los pisos en toda la casa: desde baldosas de color cemento nativo en el comedor y el vestíbulo, machihembrados en la sala de estar y los dormitorios, baldosas de cerámica en el baño, hasta baldosas de mármol en la entrada. 
La influencia del barroco se manifiesta de inmediato en las esquinas redondeadas del museo, típicas de este tipo de residencia en Ponce. La esquina está enmarcada por dos pilastras rusticadas y dividida en tres tramos, por dos tiras de pilastras o lesenes. Cada corredor contiene una ventana de madera con persianas móviles con entradas de vidrio en la parte superior y un motivo floral en relieve sobre la ventana. El resto de la pared está decorada con guirnaldas florales. La esquina se acentúa con un rincón de estar redondo o "glorieta", que se detalla con columnas jónicas. Otra característica interesante de la casa son los balcones que se dividen en tres cuerpos con columnas jónicas y enmarcados con molduras barrocas y caras esculpidas en la parte superior central de los vanos. Las barandillas de hierro forjado de los balcones están elaboradas según el estilo Art Nouveau. Las fachadas se coronan con una cornisa continua de mampostería. En la parte superior de esta cornisa, un pretil tipo almena con caras de león esculpidas y candelabros, decora la línea del techo de la estructura. 
Algunas de las características arquitectónicas más destacadas presentes en este museo son pilastras muy decorativas y detalladas, podio rusticado, cornisas, candelabros, relieves y motivos, capiteles jónicos, etc., que representan fácilmente la tendencia neoclásica de la época. La Residencia Villaronga es un ejemplo sobresaliente de este estilo y es una de las dos residencias que aún se mantienen en pie de una serie de casas diseñadas y construidas por Wiechers, tan importantes para el patrimonio arquitectónico y cultural de la ciudad de Ponce.  Todo el mobiliario es original, incluidos los electrodomésticos del baño. La mayoría de los muebles pertenecen al estilo modernista catalán y fueron importados de Barcelona, España.  El tapiz colgante fue pintado por Librado Net, un famoso artista local. 
La entrada principal está descentrada y ubicada en la calle Reina. El vestíbulo de entrada está decorado con azulejos esculpidos y la puerta se encuentra al final de una escalera de mármol. El interior está bien cuidado e inalterado. Las áreas interiores están pintadas en diferentes colores y las paredes tienen un friso decorativo Art-Nouveau enlucido. El techo en la mayoría de las zonas está decorado con estaño repujado con una moldura decorativa continua en sus esquinas. La galería y parte de las paredes de la cocina son de madera con ventanas fijas con lamas de madera utilizadas para una mejor ventilación e iluminación. Otros detalles interesantes de la casa son: los accesorios de baño, como la cabina de ducha y los revestimientos cerámicos importados de Barcelona, las luminarias —como las del comedor, el dormitorio principal y la sala de estar— que también fueron importados de España, y un "medio punto" en el comedor, típico de la arquitectura de esta zona sur de Puerto Rico. 

## Colección
El museo tiene una extensa colección de exhibiciones y fotografías de obras maestras de los arquitectos más destacados de Ponce de principios del siglo XX: Blas Silva Boucher, Francisco Porrata Doria, Alfredo Wiechers Pieretti. La ciudad de Ponce, considerada por algunos como la "guardiana irrefutable del criollismo puertorriqueño", fue seleccionada como miembro de la prestigiosa Ruta Art Nouveau de la Unión Europea por su "preservación mundial del patrimonio modernista". 